# Anopheles latens
Anopheles latens là một loài muỗi (một phần của nhóm An. leucosphyrus) là một tác vật trung gian quan trọng truyền bệnh sốt rét ở người và khỉ ở Đông Nam Á. Nó là một vật trung gian quan trọng truyền bệnh sốt rét ở người tại Sarawak; nhưng do nó bị cuốn hút bởi cả người và macaques nó là loài truyền bệnh sốt rét simian (Plasmodium knowlesi và có thể là P. inui as well).
A. latens thường đốt từ 6h sáng qua suốt đêm, cao điểm vào giữa đêm. Nó được tìm thấy trong rùng và các rìa rừng nhưng thường không tiến vào những khu vực con người sinh sống.